# Мондзолевский, Георгий Григорьевич
Георгий Григорьевич Мондзолевский (26 января 1934, Орша, БССР — 28 апреля 2024) — советский волейболист, связующий, двукратный олимпийский чемпион (1964, 1968), двукратный чемпион мира (1960, 1962), чемпион Европы 1967, 8-кратный чемпион СССР. Заслуженный мастер спорта СССР (1960).

## Биография
Родился в Орше Белорусской ССР. Волейболом начал заниматься в Одессе, куда переехал с семьёй в конце 1930-х годов. 1-й тренер — Александр Дюжев. В 1951—1957 выступал за одесские команды «Медик», «Наука», «Буревестник». В 1957—1969 — игрок команды ЦСК МО /ЦСКА, в составе которой 6 раз становился чемпионом СССР и дважды выигрывал Кубок европейских чемпионов. Двукратный чемпион Спартакиад народов СССР (одновременно чемпион СССР) — в составе сборных УССР (в 1956) и Москвы (в 1963).
В 1956—1968 — игрок сборной СССР. В её составе дважды становился чемпионом Олимпийских игр (1964, 1968), дважды — чемпионом мира (1960, 1962), выигрывал «золото» чемпионата Европы (1967).
В 1956 году окончил факультет физического воспитания и спорта Одесского педагогического института имени К. Д. Ушинского. После окончания спортивной карьеры работал преподавателем физвоспитания в Военно-инженерной академии им. В. В. Куйбышева и Московском государственном горном университете. Доцент. Кандидат медицинских наук (1969). Подполковник.
20 октября 2012 года Г.Мондзолевский был принят в Волейбольный Зал славы в Холиоке (США).
В 2012 Г.Мондзолевскому был посвящён розыгрыш Суперкубка России среди мужчин.
Умер 28 апреля 2024 года в возрасте 90 лет.

## Достижения

### Со сборной СССР
- двукратный олимпийский чемпион — 1964, 1968.
- двукратный чемпион мира — 1960, 1962;
  - бронзовый призёр чемпионата мира 1956.
- чемпион Европы 1967;
  - бронзовый призёр чемпионата Европы 1963.

### Со сборными УССР и Москвы
- двукратный чемпион Спартакиад народов СССР (одновременно чемпион СССР) — 1956 (УССР), 1963 (Москва);
  - двукратный серебряный призёр Спартакиад народов СССР (одновременно призёр чемпионатов СССР) — 1959, 1967 (Москва).

### Клубные
- 6-кратный Чемпион СССР — 1958, 1960, 1961, 1962, 1965, 1966;
- бронзовый призёр чемпионата СССР 1954.
- двукратный победитель розыгрышей Кубка европейских чемпионов — 1960, 1962;
  - двукратный серебряный призёр Кубка европейских чемпионов — 1961, 1963.
- 3-кратный победитель чемпионатов дружественных армий — 1959, 1962, 1967.

## Награды и звания
- Орден «Знак Почёта» (дважды).
- Юбилейная медаль «Двадцать лет Победы в Великой Отечественной войне 1941—1945 гг.».
- Юбилейная медаль «50 лет Вооружённых Сил СССР».
- Юбилейная медаль «60 лет Вооружённых Сил СССР».
- Юбилейная медаль «70 лет Вооружённых Сил СССР».
- Медаль «Ветеран Вооружённых Сил СССР».
- медаль «За 10 лет безупречной службы».
- Медаль «Ветеран труда».
- Медаль «В память 850-летия Москвы».
- Почётный знак ОКР «За заслуги в развитии олимпийского движения в России» (1998).
- Почётный знак ВФВ «За заслуги в развитии волейбола в России» (2004).
- Почётный знак ВФВ «За вклад в победу на Олимпийских играх» (2013).
- Заслуженный мастер спорта СССР (1960).